# Пенсия
Пенсия е фиксирано парично възнаграждение (изплащано обикновено месечно), което се дава на хората при определени условия – навършена възраст (пенсионна възраст), време, през което са работили (трудов стаж), трайно заболяване или физическо увреждане.
Основният вид е т.нар. трудова пенсия, за която се изисква определен трудов стаж и се изчислява според вноските на трудещия се в пенсионен фонд.
Пенсия се дава и на хора със здравословни проблеми, които временно или постоянно са инвалиди вследствие на заболяване, увреждане или злополука. Между размерите на трудовия и осигурителен стаж може да има разлика.
Възрастта и сумите са различни за различните страни.

## Видове
Законодателно уредените пенсии в България са четири вида.

### Пенсии за осигурителен стаж и възраст
Осигуряването за пенсия е задължително за абсолютно всички категории осигурени лица. Пенсията за старост се отпуска при навършване на определена възраст и достигането на определен брой точки, формиран от възрастта и продължителността на осигурителния стаж.

### Пенсии за инвалидност
Тези пенсии се отпускат при трудова злополука и професионална болест. При инвалидността загубата на работоспособност има внезапен и случаен характер. Поради това условията и процедурата за отпускането на тези пенсии имат по-особен характер.

### Пенсии, свързани с нетрудова дейност
Това са пенсиите за военна инвалидност, за гражданска инвалидност, социална пенсия за старост, социална пенсия за инвалидност, пенсия за особени заслуги и персонални пенсии.

### Наследствена пенсия
Тази пенсия се отпуска на децата, родителите или съпруга(та) на починалото лице.

#### На децата
Децата (родени, осиновени и извънбрачни) имат право на тази пенсия, докато навършат 18 години, а ако учат – до навършване на 26 години. Ако са инвалидизирани преди навършване на съответната възраст правото на наследствена пенсия се запазва. Децата, които учат (в България или чужбина), трябва да предоставят удостоверение от учебното заведение в началото на всяка учебна година.

#### На родителите
Родителите на починалото лице имат право на наследствена пенсия ако имат навършена възраст за пенсия, но не я получават.

#### На съпруга(та)
Съпрузите имат право на наследствена пенсия 5 години по-рано от необходимата възраст за пенсия за осигурителен стаж и възраст. Ако преживелият съпруг е неработоспособен, наследствената пенсия се изплаща независимо от възрастта.

## България
Пенсията в България (към юни 2007 г.) варира от 67,50 до 220 лв. Таванът от 01.04.2009 г. е 700 лв.
От 1999 до 2012 г. действа т.нар. точкова система. Според нея сборът от възрастта и осигурителния стаж при мъжете трябва да е поне 100, а при жените – 94. По отношение на работещите I и II категория труд, учителите, военните и др. изискванията са занижени. Стажът оказва влияние върху размера на пенсията.
Пенсионна реформа предвижда не увеличаване на възрастта, а на осигурителния стаж с 3 години.
Пенсионната политика се формира и провежда от Министерството на труда и социалната политика. Разходнопокривният компонент на първия стълб се управлява от Националния осигурителен институт (НОИ), който отговаря за изчисляването и плащането на пенсиите и на други социалноосигурителни плащания като тези за неработоспособност, майчинство, безработица и др. Въведена е „точкова система“ за придобиване право на пенсия за осигурителен стаж и възраст (основната пенсия, изплащана в България). Точките се изчисляват като сума от осигурителния стаж и възрастта при пенсиониране (Кодексът за социално осигуряване предвижда постепенно покачване на пенсионната възраст и точките докато се достигне 60-годишна възраст и 94 точки за жените, а за мъжете – 63-годишна възраст и 100 точки). Сборът от „точките“ и законоустановената пенсиона вързаст е различен на мъжете и жените. Когато сборът от продължителността на осигурителния стаж и възрастта е по-малка от определения, право на пенсия се придобива при навършване на 65-годишна възраст за мъжете и жените и поне 15 години осигурителен стаж, от които 12 години действителен (ефективен) стаж.

## Злоупотреби
Отускането на пенсии е обект на злоупотреби. Предполага се, че злоупотребите с инвалидни пенсии се осъществява чрез подкупи и фалшиви документи и са свързани с други престъпления.